# (9938) Kretlow
(9938) Kretlow es un asteroide perteneciente al cinturón de asteroides, descubierto el 18 de mayo de 1988 por Werner Landgraf desde el Observatorio de La Silla, Chile.

## Designación y nombre
Designado provisionalmente como 1988 KA. Fue nombrado en honor a Mike Kretlow, viejo amigo del descubridor, fue compañero de estudios en la Universidad de Siegen, donde escribió una tesis de maestría sobre las fuerzas no gravitacionales en los cometas.

## Características orbitales
Kretlow está situado a una distancia media del Sol de 2,140 ua, pudiendo alejarse hasta 2,547 ua y acercarse hasta 1,734 ua. Su excentricidad es 0,190 y la inclinación orbital 3,802 grados. Emplea 1143,79 días en completar una órbita alrededor del Sol.

## Características físicas
La magnitud absoluta de Kretlow es 14,67. Tiene 3,709 km de diámetro y su albedo se estima en 0,274.